# Moshe Pesach
Moshe Pesach (Grieks: Μωυσής Πεσάχ of Πέσαχ) (Larissa, 1869 – Volos, 13 november 1955) was een Griekse rabbijn. Hij was van 1892 tot zijn dood rabbijn in Volos, en vanaf 1946 de hoofdrabbijn van Griekenland. Dankzij zijn inzet, en met hulp van de Griekse autoriteiten, overleefde het grootste deel van de Joodse gemeenschap van Volos de Holocaust.

## Levensloop
Pesach studeerde Joodse literatuur en filosofie in Thessaloniki. Hij was vanaf 1892 rabbijn in  Volos, een stad in midden-Griekenland. De Joodse gemeenschap telde bij zijn aantreden in vijfhonderd zielen en was in 1930 gegroeid naar tweeduizend man, om in 1940 weer te zijn gedaald naar iets minder dan negenhonderd. Veel Joden vertrokken in de periode daarvoor naar Thessaloniki of Athene. In 1939 ontving Pesach van koning George II het Gouden Kruis in de Orde van de Feniks.
Na de Duitse invasie van Griekenland in april 1941 lag Volos in de Italiaanse bezettingszone. Pesach werd actief in het verzet en hielp gestrande geallieerde militairen ontsnappen naar het Midden-Oosten. Begin 1943 begonnen de Duitsers in de door hun gecontroleerde gebieden met de deporaties naar Auschwitz. Vanuit Thessaloniki en Macedonië kwamen veel Joodse vluchtelingen naar Volos, terwijl vanuit Volos weer veel Joden vertrokken naar Athene. Na de Italiaanse overgave in september 1943 aan de geallieerden namen de Duitsers het bewind over.
Pesach kreeg op 30 september 1943 het verzoek van de plaatselijke Duitse commandant Kurt Rikkert om een lijst aan te leveren van alle Joodse inwoners in Volos, inclusief bezittingen. Hij vroeg en kreeg drie dagen uitstel en zocht vervolgens contacten met de burgemeester van Volos, het lokale hoofd van de politie en Joachim Alexopoulus, de bisschop van Demetrias. Zij besloten Pesach te helpen en verschaften veel Joden valse papieren, die daarop richting het platteland vertrokken. Ongeveer honderddertig Joden bleven achter en werden gedeporteerd. Samen met Joden die later werden opgepakt verloren ongeveer honderdzestig Joden uit Volos het leven door toedoen van de Duitsers. In totaal overleefde bijna driekwart van de Joodse gemeenschap de oorlog, het hoogste percentage na Zakynthos, waar de gehele gemeenschap overleefde.
Pesach zelf voegde zich bij de partizanen in de bergen. Zijn vrouw overleefde de ontberingen niet. Zijn twee zonen die les gaven in Thessaloniki en Didymoteicho werden beiden gepakt en geëxecuteerd door de Duitsers.
Na de bevrijding keerde Pesach terug naar Volos en werd in 1946 benoemd tot hoofdrabbijn van Griekenland. In 1952 werd hij door koning Paul I van Griekenland onderscheiden met de Orde van George I. Nadat Volos in 1955 getroffen werd door een aardbeving. Pesach, intussen op leeftijd, woonde in een tent. Hij schonk zijn huis weg, zodat op dezelfde grond een nieuwe synagoge kon worden gebouwd. Twee jaar na zijn overlijden weg zijn stoffelijk overschot samen met dat van zijn vrouw herbegraven in Jeruzalem, naast het graf van Ben Zion Uziel. Zijn uitgebreide bibliotheek werd overgedragen aan het Ben-Zvi Instituut.